# Acestrilla minima
Acestrilla minima là một loài bọ cánh cứng trong họ Cerambycidae.